# نعناع حقلي
نعناع حقلي (الاسم العلمي: Mentha arvensis) (بالإنجليزية: Corn mint, Field mint, Banana mint)‏ هو نوع من النباتات يتبع جنس النعناع من الفصيلة الشفوية.

## البيئة والانتشار
موطنه أوروبا. ثم انتشر في الولايات المتحدة وأنحاء أخرى.